# Année julienne
En astronomie, une année julienne est une unité de temps définie comme exactement égale à 365,25 jours ou 31 557 600 secondes. Cette unité de temps ne fait pas partie du Système international d'unités (la seconde est la seule unité de temps en faisant partie), mais son usage est toléré, voire répandu en astronomie. Le symbole de l'année julienne est la lettre minuscule « a » pour annum, quoique les symboles y ou yr (pour years) ou encore « ya » (pour l'anglais years ago) soient répandu dans la littérature de langue anglaise.
L'adjectif "julien" dérive du fait qu'une telle durée correspond à la longueur moyenne d'une année dans le calendrier julien utilisé dans les sociétés occidentales par le passé. Cependant, il s'agit simplement d'une manière intuitive de mesurer de grands intervalles de jours et elle n'a pas d'autre lien avec le calendrier julien ou un quelconque calendrier. En particulier, l'intervalle qui sépare les 1er janvier de deux années consécutives ne correspond pas à une année julienne (ils approchent plutôt les 365 jours ou les 366 jours lors des années bissextiles, éventuellement corrigées par l'ajout ou le retrait de secondes intercalaires).

## Utilisation
Les années juliennes sont principalement utilisées dans les éphémérides lorsqu'il serait incommode d'exprimer une durée en jours (par exemple, il est plus simple de dire que la période orbitale de Pluton est de 248 années juliennes et 8 jours que de 90 590 jours). Il s'agit donc d'une unité de temps intuitivement compréhensible dont la valeur est proche de la période de révolution terrestre et qui peut être convertie en jours assez simplement.
L'année julienne sert également dans la définition de l'année-lumière (qui est une unité de longueur correspondant à la distance parcourue par la lumière dans le vide pendant une année julienne).
Sur le même principe que l'année julienne, on définit le siècle julien et le millénaire julien comme des multiples de l'année julienne, mais ces termes sont relativement inusités et non recommandés.

## Définition d'une époque en astronomie
L'année julienne est également utilisée pour définir le concept d'époque c'est-à-dire un instant particulier qui définit entre autres un système de coordonnées célestes, à savoir le système de coordonnées équatoriales, basé sur l'orientation de l'axe des pôles terrestres à cet instant là. Les époques basées sur l'année julienne sont précédées de la lettre J. L'écart entre deux époques juliennes est donné par la durée de l'année julienne. Il existe d'autres façon de définir une époque, par exemple à partir de l'année besselienne. Les époques correspondantes sont alors précédées de la lettre B. Les époques 
besseliennes sont désormais inusitées au profit des époques juliennes depuis 1984.

## Risque de confusion avec le jour julien et le calendrier julien
L'année julienne ne doit pas être confondue avec le jour julien, également utilisé en astronomie. Malgré la similarité des noms, les deux notions n'ont aucun lien entre elles. Une année julienne ne correspond pas à 365,25 jours juliens, mais simplement à 365,25 jours, au sens usuel de période de 24 heures de 60 minutes chacune, comportant 60 secondes. Un jour julien n'est pas une unité de temps, mais simplement un décompte des jours (au sens d'alternance jour-nuit observée par un observateur situé à des latitudes tempérées sur Terre) à partir d'un point de départ situé arbitrairement dans le passé. De même, une année julienne est une unité de temps et pas un décompte d'années. 
De manière analogue, le calendrier julien est une méthode de décompte des jours juliens. Il ne correspond donc pas à une mesure du nombre d'années juliennes.

## Autres définitions d'années
Bien qu'ayant un ordre de grandeur semblable, l'année julienne n'est pas construite à partir de l'intervalle de temps séparant deux événements astronomiques consécutifs relatifs à l'orbite décrite par la Terre autour du Soleil, comme deux équinoxes de printemps (année tropique), le passage du Soleil devant un point fixe de la sphère céleste (année sidérale), ou deux passages consécutifs au périhélie (année anomalistique).